# Kościół św. Andrzeja w Szprotawie
Kościół pw. św. Andrzeja w Szprotawie – późnoromański kościół parafialny z I połowy XIII w. w szprotawskiej Iławie, dekanat Szprotawa, diecezja zielonogórsko-gorzowska.

## Historia
Kościół św. Andrzeja powstał w I połowie XIII wieku, najprawdopodobniej w miejscu dawnego kultu pogańskiego boga Flinsa, którego czciła miejscowa ludność słowiańska zamieszkująca Iławę. Najstarsza wiadomość źródłowa pochodzi z 1295 r. i dotyczy proboszcza kościółka „Plebanus Gyslerus de Ylavia”. W 1318 roku ówczesny biskup wrocławski Henryk – przekazuje zgromadzeniu sióstr Magdalenek w Szprotawie patronat nad świątynią. Magdalenki sprawują pieczę nad kościołem, aż do momentu sekularyzacji klasztoru w 1810 roku. W 1965 i 1996 r. poddany był renowacji.

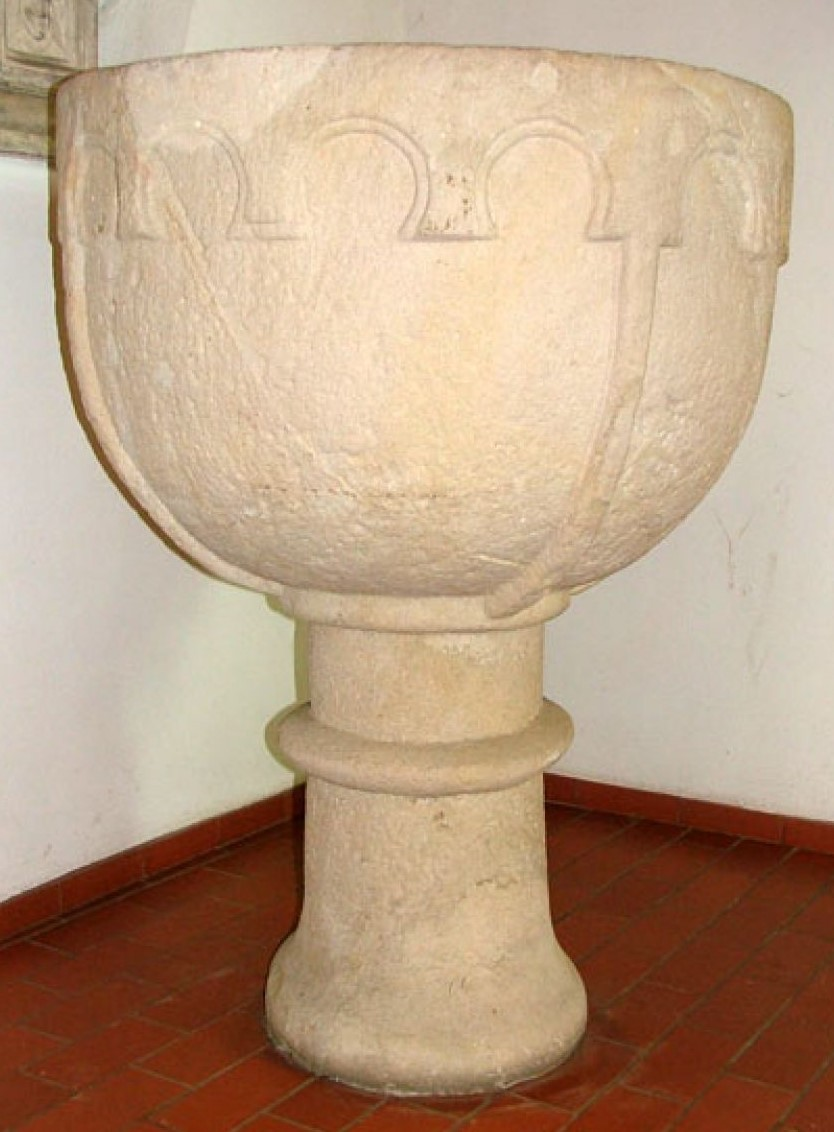
Romańska chrzcielnica w kościele św. Andrzeja w Szprotawie

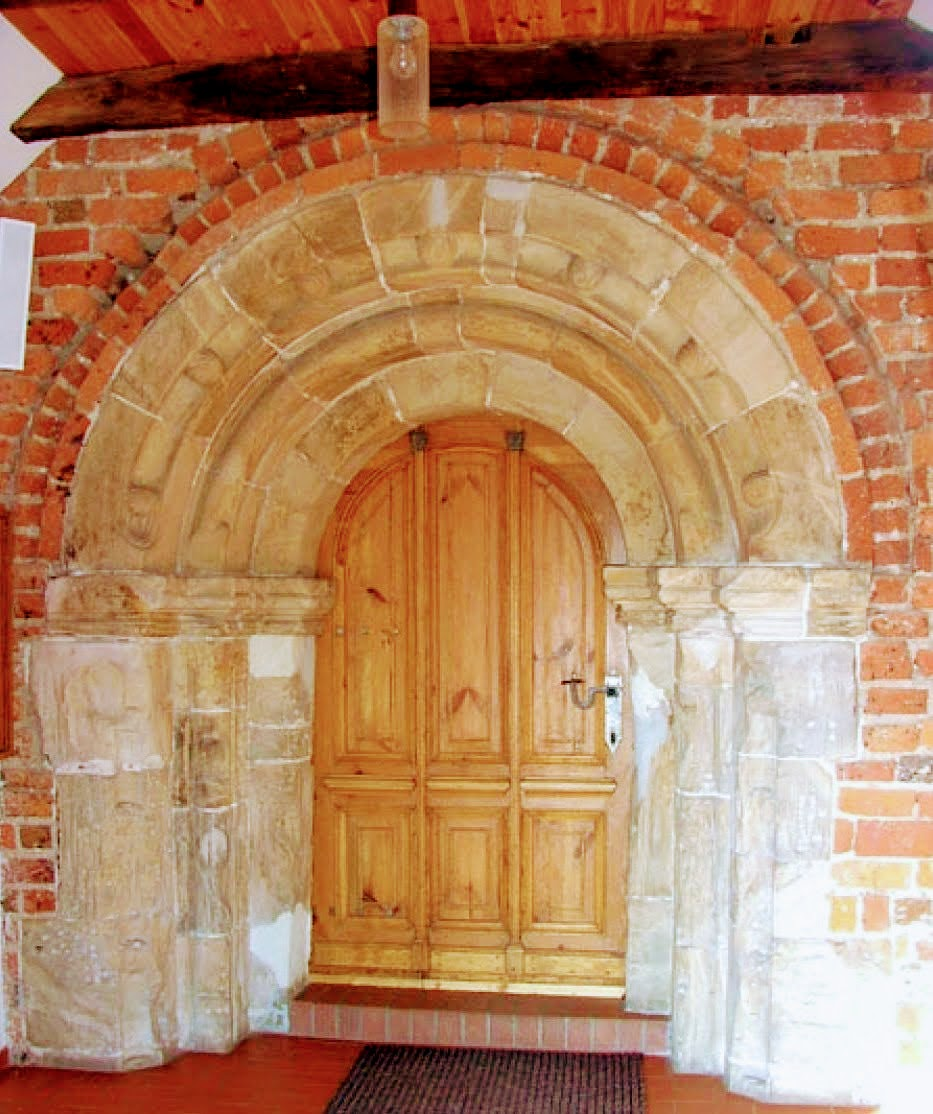
Romański portal w kościele św. Andrzeja w Szprotawie

## Architektura i wnętrze
Budowla romańska. Zbudowana z cegły (ułożonej w wątku wendyjskim, obecnie ukryta pod tynkiem) i piaskowca (portal). Budowla powstała jako jednonawowa, orientowana, zakończona czworobocznym prezbiterium o wewnętrznych wymiarach 6,6 x 5 metra z półkolistą apsydą. Charakterystycznym elementem są romańskie grube mury mierzące od 1,1 m. w apsydzie, do 1,3 m w nawie. Początkowo miał 12 m długości i 7 m szerokości, w XV w. przedłużony w kierunku zachodnim w stylu gotyckim (przypory). W XIX wieku dobudowano do kościoła zakrystię od strony północnej i kruchtę południową. Całość przekryta dachem dwuspadowym, tylko zakrystia pulpitowym. Nawa kryta drewnianym stropem, prezbiterium przykryte kolebką przechodzącą nad apsyda w konche. Zachowały się trzy romańskie okna w apsydzie oraz zamurowane okno północne w prezbiterium.
Wnętrze świątyni kryje cenne zabytki, min:
- późnogotycki ołtarz szafowy – pentaptyk
- portal z piaskowca z trójskokowymi ościeżami, spotykany jeszcze tylko w czterech kościołach na Śląsku, między innymi w kościele św. Idziego we Wrocławiu
- kamienna romańska chrzcielnica, która do niedawna stanowiła wsparcie dla ambony, wtopiona w betonową posadzkę. Jej misa ma owalny kształt, trzon zaś przekrój koła; nieznany artysta ozdobił ją skromnym ornamentem. Dziś możemy podziwiać tę chrzcielnicę dzięki gruntownym pracom konserwatorskim całego budynku mającym miejsce w 1999 roku.

W granicach murów kościelnych stoi brama–wieża cmentarna z XV w., murowana, od trzeciej kondygnacji szachulcowa. Niegdyś mieścił się tu także cmentarz.

## Literatura
- W.Bochnak Z dziejów Magdalenek od Pokuty w Szprotawie, Wrocław 1984.
- Clemens Baier Geschichte der Stadtpfarrkirche, ehemal. Klosterkirche der Magdalerinnen zu Sprottau, 1905.
- Krzysztof Wachowiak Zamek i fortyfikacje miejskie w Szprotawie, 2007, praca niepublikowana.
- Maciej Boryna Tajemnice Szprotawy i okolic, Zielona Góra, 2000.
- Prace Naukowe Instytutu Historii Architektury, Sztuki i Techniki Politechniki Wrocławskiej, nr 3, Hanna Golasz, Grażyna Przybyłowicz-Staffa, Kościoły romańskie: W Iławie, Brzegu Głogowskim, Świętej Katarzynie i Solnikach, Wrocław 1972.